# 情緒的近親姦
情緒的近親姦（じょうちょてききんしんかん）とは、明白な性的行為を伴わない近親間の誘惑的な関係を言う。ジュディス・ハーマンが『父―娘近親姦』（1981年）で「誘惑行為」として扱っていたものと同じである。明らかに性的な動機に基づいているものの、身体接触や秘密の必要性を伴わない行為である。定義は行動よりも関係性によって定義される事が多い。息子を夫のように扱おうとする母親が一例として挙げられる。
なお、通常はこういった行為は近親姦とは呼ばれず、近親姦の発生率を調べる調査は基本的にはこういった行為を対象にはしない。だが、このような概念が立てられる理由はいくつかある。近親姦というものを連続的に捉えるため、家族の特徴を捉えるため、具体的な長期影響を比較・評価するためなどである。また、法的な定義は必ずしも実情を適切に表しているわけでもない。
行おうとする人は飲酒を行っている人が多いが、自制心は近親姦を実際に行っている人よりも強い傾向がある（逆に言えば近親姦を行っている人が酒を理由にするのは根拠が無いともいえる）。また症状は無論あからさまな近親姦が行われた方が症状は悪化するが、症状自体は似ており同じ症状が程度の差として現れたと見られる。